# دژماوووو
دژماوووو (به لهستانی:  Drzymałowo) یک روستا در لهستان است که در گمینا راکونگویتسه واقع شده‌است.